# 19 octobre 1994
Le mercredi 19 octobre 1994 est le 292e jour de l'année 1994.

## Naissances
- Anthony Santander, joueur vénézuélien de baseball
- Brendon Agounon, joueur de football français
- Chelsea Chenault, nageuse américaine
- Dior Delophont, athlète française
- Guillermo de Amores, joueur de football uruguayen
- Kim Hyun-yung, patineuse de vitesse sud-coréenne
- Matej Mohorič, coureur cycliste slovène
- Sabrina Zazai, joueuse de handball française

## Décès
- Martha Raye (née le 27 août 1916), actrice américaine
- Max Bouyer (né en 1954), dirigeant sportif français
- Nyanaponika Thera (né le 21 juillet 1901), moine bouddhiste allemand
- Ray Birdwhistell (né le 28 septembre 1918), anthropologue américain

## Événements
- Une opération suicide du Hamas contre un bus à Tel-Aviv fait 22 morts civils
- Sortie du film américain Clerks : Les Employés modèles